# Farmakološka sedativna premedikacija dece
Farmakološka sedativna premedikacija dece je procedura u anasteziji koja ima ulogu u budnoj separaciji deteta i roditelja i cilj je da ostvari minimalnu separacionu anksioznost. Princip koji se poštuje u premedikaciji dece pre anestezije je da se maksimalno sačuva detetov komfor, ali bez ugrožavanja njegove bezbednosti. Kako je stres najveći na uvodu u anesteziju, premedikacija mora kroz sve faze preanesteziološkog procesa da održava dete komplijantnim. 
Nivo sedacije u premedikaciuji zavisi od uzrasta deteta i njegovih psiholoških i telesnih sposobnosti, kao i zahteva medicinske procedure - tako da poželjna premedikacija varira od duboke sedacije do saradljivosti, u zavisnoti od okolonosti. 
Midazolam, do skora je bio najčešće korišten lek za premedikaciju, zbog mogućnosti primene u svim uzrasnim grupama,. Međutim sve više se u prvim decenijama 21. veka on zamenjuje lekovima drugih grupa koji imaju bolje karakteristike i obezbeđuju kvalitetniji i brži postoperativni oporavak (npr na prvom mestu su to α2  agonisti - klonidin i deksmetomidin).

## Opšta razmatranja
Hirurške intervencije spadaju u kategoriju najstresogenijih iskustava tokom bolničkog lečenja., posebno kod dece. Izvori stresa za vreme hirurškog lečenja su višestruki jer su mnoge bolne intenzivne stresogene, kao što su:
- vađenje krvi,
- preoperativne injekcije,
- uvod u anesteziju i
- suočavanje sa postoperativnim neprijatnostima.

Otežanom prilagođavanju dece tokom bolničkog lečenja doprinosi i:
- odvajanje od roditelja i poznate okoline,
- pogrešno tumačenje informacija u vezi sa operacijom,
- ograničena sposobnost dece da se samostalno izbore sa predstojećim procedurama.

U operacionom bloku u kome se dete po prvi put odvaja od roditelja, po prvi put sreće sa osobljem, iz anesteziološkog tima, koje mu tokom anestezioloških procedura:
- uvode u operacionu salu,
- priključuju na monitoring,
- nanosi potencijalni bol (bol, anksioznost i strah od igle mogu biti izuzetno teški za decu),
- uspavljuju.

Takođe anesteziolog je prvi sa kojim se dete vidi i kontaktira kad se budi iz anestezije.
Poznato je da većina roditelja ima strah od posledica anestezije na njegovo dete, pa je neohodno pre bilo kakve anestziološke procedure detaljno upoznavanje roditelja sa svim aspektima anestezioloških procedura koje su planirane kod njihovog deteta. Upoznavanje pedijatrijskih bolesnika i njihovih roditelja sa hirurškom procedurom koje počinje posetom hirurgu, pre nego što dete upozna anesteziologa, daje odgovore na samo o operativnom zahvatu već i o anesteziji.  
Kako bi priprema deteta i roditelja bila što kvalitetnija neophodno je, da se anesteziolog od samog početka aktivno uključi u proces pripreme deteta jer je to jedini način da adekvatno odgovori individualnim zahtevima situacije. Koliko je to značajno govore studije koje u oko 50-70%
dece, pokazuju da deca imaju znake značajnog ponašajnog stresa i anksioznosti pre hirurške intervencije. Ove manifestacije ne uzrokuju teškoće samo roditeljima već i osoblju, zbog velikog uticaja na uvod u anesteziju i postoperativni oporavak. 

## Indikacije
Premedikacija je indikovana kod dece koja su:
- više puta operisana
- uzrasta 1-3 godine
- limitirano komunikativna (gluvoća, autizam, pervazivni poremećaji )
- gde je indikovan „lagan” uvod u anesteziju i izbegavanje plača (cijanogene srčane mane)
- adolescenti.

## Mere opreza
Premedikacija se može dati, ali uz posebne mere opreza, kod dece kod kojih su i pored predostož-
nosti komplikacije moguće, u sledećim situacijama, oboljenjima i stanjima :
- opstrukcija gornjih disajnih puteva
- loša kontrola refleksa
- hipertrofija adenoida
- funkcionalna makroglosija (Down Sy, Beckwith Wiedeman Sy)
- relativni hipomandibularizam (Sy Pierre Robin)
- neurološki poremećaji
- mišićna distrofija (granična respiratorna rezerva)
- prethodne aspiracije
- poremećaj gutanja
- kašalj.

Ove pacijente je neopodno uvek pogledati pre davanja premedikacije i proceniti da li im ordinirati
manje doze lekova.

## Kontraindikacije
Jedina apsolutna kontraindikacija za premedikaciju je sleep apnea (centralna ili opstruktivna1)
Posebna kategorija su odojčad mlađa od 8 meseci i teška do 10 kg. Njima se premedikacija ne
daje gotovo nikad. Kod njih ne postoji separaciona anksioznost, surogat će lako da ih umiri nežnošću
i dodirom.
Zbog enzimskih sistema koji nisu zreli i sistem još uvek nije skladan - nastanak, trajanje,
efikasnost premedikacije se ne mogu se predvideti

## Lekovi za premedikaciju
| Lek           | Put davanja                   | Doza (mg/kg)                                                                        | Nastanak dejstva (min) | Trajanje dejstva (sati) | Neželjena dejstva                                                               |
| ------------- | ----------------------------- | ----------------------------------------------------------------------------------- | ---------------------- | ----------------------- | ------------------------------------------------------------------------------- |
| Midazolam     | oralno rektalno im iv nazalno | 0,25-0,75 0,5-0,1 0,1-0,15 0,05-0,15 0,5 ne preporučuje se                          | 5-30 1-3 5-10          | 1-0,2 0,3-0,7           | respiratorna depresija postoperativna ekscitacija                               |
| Diazepam      | oralno rektalno               | 0,1-0,3 0,2-0,3                                                                     | 30-60                  | < 3                     | ekscitacija                                                                     |
| Ketamin       | oralno rektalno im iv nazalno | 4-10 1-2 (5-10 za kardiohirur.) 0,25-2 (sedacija indukcija) 4-6 (ne preporučuje se) | 4-7 3-5 <60 sec        | 120 15-40 15-30 5-12    | sekrecija povećan krvni pritisak hipotetski povećanje intrakranijalnog pritiska |
| Morfin        | oralno rektalno im iv 0.2-0.5 | ne preporučuje se 0,1-0,2 0,05-0,2                                                  | 15-30 5-15             |                         | respiratorna depresija svrab                                                    |
| fentanil      | oralno transmukozno           | 0,005-0,015 (5-15mcg/kg)                                                            | 5-15                   |                         | produženo trajanje svrab                                                        |
| sufentanil    | nazalno                       | 0,0015-0,003 (1,5-3 mcg/kg)                                                         | 5-10                   |                         | svrab respiratorna depresija                                                    |
| tiopenton     | rektalno                      | 30                                                                                  | 5-10                   | 1-4                     | respir. depresija produženo trajanje                                            |
| metoheksital  | rektalno (10%rastvor)         | 30                                                                                  | 5-10                   | 1-3                     | respiratorna depresija produženo trajanje                                       |
| klonidin      | oralno                        | 0,002-0,005 (2-5 mcg/kg)                                                            | 30-60                  | 6-10                    | bradikardija hipotenzija produženo trajanje                                     |
| deksmetomidin | nazalno                       | nije registrovan za upotrebu kod dece                                               |                        |                         |                                                                                 |